# Lissonota striata
Lissonota striata là một loài tò vò trong họ Ichneumonidae.